# Cróniques d'un pueblu
Cróniques d'un pueblu (en español: ‘Crónicas de un pueblo’) es el séptimo disco del grupo asturiano de rock Dixebra. Fue editado en 2003 por la compañía discográfica del grupo, Discos L'Aguañaz, y consiste en una caja que incluye un disco recopilatorio con 19 de las canciones más célebres de la banda más un videoclip, y un libreto interior de 128 páginas a cargo del periodista gijonés Francisco Álvarez.
El principal atractivo del CD es que 10 de sus 19 pistas corresponden a temas antiguos remezclados y rearreglados o totalmente regrabados para la ocasión, algunos de ellos con versiones radicalmente distintas; también aparecen samplers entre las canciones, que reproducen grabaciones de voz relacionadas con el grupo o con su obra. Además, se incluye el videoclip íntegro del tema «Nun llores», la única producción audiovisual de la banda hasta aquel momento, que en su día fue censurado en algunos medios de comunicación.
El libreto incluye un texto de Francisco Álvarez en el que se resume la trayectoria del grupo junto con numerosas anécdotas, recordando los principales sucesos que se producían paralelamente en Asturias y en el mundo. Además se incluye un álbum de fotos, algunas letras de canciones y una selección de letras inéditas.

## Lista de canciones
1. «Baila'l mileniu» (remix) (originalmente del disco Glaya un país)
2. «Skandalera» (nueva versión) (de Grieska)
3. «Mañana fría» (de Glaya un país)
4. «Duérmete neñu» (nueva versión) (de Apúntate a la llista)
5. «Pallabres vieyes» (nueva versión) (de Apúntate a la llista)
6. «Vientu na cara» (remix) (de Sube la marea)
7. «Tía Nemesia» (nueva versión) (de ¿Asturies o trabayes?)
8. «Búscate a ti mesmu» (remix) (de Glaya un país)
9. «Dime cómo ye» (de Sube la marea)
10. «Asturalia» (nueva versión) (de ¿Asturies o trabayes?)
11. «Wilma Loulé» (de Glaya un país)
12. «La danza'» (remix) (de Glaya un país)
13. «Nesti mundiu traidor» (de Dieron en duru)
14. «Grieska» (de Dieron en duru, reversionada de Grieska)
15. «Indios» (de Dieron en duru)
16. «Pan y roses» (remix) (de Sube la marea)
17. «Canciu d'amor» (de Apúntate a la llista)
18. «Nun llores» (de Dieron en duru)
19. «Da-yos caña» (nueva versión) (de Grieska)